# Recycled
Recycled è il nono album di Edgar Winter pubblicato dall'etichetta Blue Sky Records nel 1977 e prodotto dallo stesso Edgar Winter.
In questo disco ritorna a suonare con la sua vecchia band, i "White Trash".

## Tracce
Lato A
1. Puttin' It Back – 4:08 (Edgar Winter)
2. Leftover Love – 5:51 (Edgar Winter)
3. Shake It Off – 3:56 (Dan Minatre, George Recile, Jon Smith)
4. Stickin' It Out – 5:11 (Edgar Winter)
5. New Wave – 3:46 (Edgar Winter, Jerry LaCroix)

Lato B
1. Open Up – 5:02 (Edgar Winter)
2. Parallel Love – 4:09 (Edgar Winter, Jerry LaCroix)
3. The In and Out of Love Blues – 5:41 (Edgar Winter, Jerry LaCroix)
4. Competition – 7:31 (Edgar Winter)

## Musicisti
- Edgar Winter - voce (brani A1 & A2)
- Edgar Winter - voce, accompagnamento vocale, clavinet (brano A3)
- Edgar Winter - voce, accompagnamento vocale, pianoforte (brano A4)
- Edgar Winter - voce, accompagnamento vocale, sassofono alto, tastiere (brani A5 & B4)
- Edgar Winter - voce, accompagnamento vocale (brano B1)
- Edgar Winter - voce, accompagnamento vocale, pianoforte elettrico, sassofono tenore (brano B2)
- Edgar Winter - pianoforte, sassofono alto (brano B3)
- Jerry LaCroix - voce, sassofono tenore (brani A1 & B4)
- Jerry LaCroix - sassofono tenore, accompagnamento vocale (brani A2, A3, A4)
- Jerry LaCroix - voce, accompagnamento vocale (brano B1)
- Jerry LaCroix - voce, armonica, sassofono baritono (brano B3)
- Dan Hartman - chitarra (brano A1)
- Floyd Radford - chitarra wah-wah (brani A1 & B4)
- Floyd Radford - chitarra (brani A2, A3, A4, A5, B1, B2 & B3)
- Dan Minatre - chitarra (brani A2, A4 & B4)
- Jon Smith - sassofono tenore (brani A1 & B3)
- Jon Smith - sassofono tenore, accompagnamento vocale (brani A2, A3, A4, B1 & B2)
- Jon Smith - voce, sassofono tenore (brano B4)
- Jon Smith - accompagnamento vocale (brano A5)
- Marshall Cyr - tromba (brani A1 & B4)
- Marshall Cyr - tromba, accompagnamento vocale (brani A2, A3, A4 & B1)
- Marshall Cyr - accompagnamento vocale (brani A5 & B2)
- Marshall Cyr - voce (brano B4)
- George Recile - congas (brani A2, A3, B2 & B4)